# Karl von Pflanzer-Baltin
Báró Karl von Pflanzer-Baltin (Karl Freiherr von Pflanzer-Baltin), (Pécs, 1855. június 1. – Bécs, 1925. április 8.), osztrák katonatiszt, cs.és kir. vezérezredes, első világháborús hadseregparancsnok, sikeres hadvezér.

## Élete

### Származása, házassága, utódai
Katonacsaládban született. Édesapja Wilhelm Pflanzer katonai igazságügyi főtisztviselő (Generalauditeur), akit 1893. március 20-án az uralkodó örökölhető nemesi rangra emelt, ezután a Wilhelm Edler von Pflanzer nevet viselhette, a cím viselésére április 8-ától fia, Karl is jogosulttá vált. Anyai nagybátyja, az osztrák bárói címet viselő Josef Freiherr von Baltin nyugalmazott százados, akinek nem volt saját gyermeke, 1897-ben kérelmezte, hogy bárói címét és családi címerét unokaöccsére, Karlra hagyományozhassa. Kérelmét elfogadták, így 1898. február 21-étől az ekkor már ezredesi rangban szolgáló unokaöccs felvehette és jogosan használhatta a Karl Freiherr von Pflanzer-Baltin nevet.
1889-ben Tarnówban feleségül vette Hedwig Fegert. Házasságukból két fiú született, egyikük később elesett az I. világháború első évében. Másik fia, Emil von Pflanzer, aki 1887-ben született a csehországi Nachodban, diplomáciai pályára lépett, osztrák–magyar konzulként dolgozott Szófiában és Prágában.

### Pályája a világháború előtt
Három évi elemi reáliskola (Unterrealschule) után Karl Pflanzer kijárta a hadapródiskolát Marburg an der Drau-ban (ma: Maribor, Szlovénia) és Kismartonban (ma: Eisenstadt, Ausztria). 1867–71 között elvégezte a bécsújhelyi Mária Terézia Katonai Akadémiát (Theresianische Militärakademie). Évfolyamtársai közül később ketten is hozzá hasonló magas főtiszti rangra emelkedtek (Karl Graf Kirchbach és Arthur Freiherr Giesl von Gieslingen lovassági tábornokok). Szolgálati lapja szerint Pflanzer-Baltin kadét jól tudott franciául, és a szolgálat ellátásához szükséges mértékben ismerte a lengyel és cseh nyelveket is.
1875. szeptember 1-jén 1. dragonyos ezrednél kezdte szolgálatát hadnagyi rangban. 1877–78-ig a pardubitzi dandártiszti iskolába járt (Brigadeoffiziersschule). 1878–80 között sikeresen elvégezte a vezérkari tiszti képzést a bécsi Hadiakadémián (Kriegsschule), ezt követően 1880. május 1-jén főhadnaggyá lépett elő. Több éves csapatszolgálat következett Przemyślben és Temesvárott. 1884. május 1-jén századossá lépett elő, és a mostari 18. gyalogezredhez került.
1889-ben a tarnówi 2. ulánus ezredhez helyezték (itt nősült meg). A főtiszti vizsgák sikeres letétele után 1891. május 1-jén őrnaggyá léptették elő. Ezután 1885-ig a bécsi Hadiakadémia oktatójaként a vezérkari tisztek hadműveleti kötelmeit tanította.
1893. április 8-án apja után felvette a nemesi előnevet (Karl Edler von Pflanzer). 1894. május 1-jén alezredessé léptették elő. Az oktatásban elért kiváló eredményeiért 1895. október 15-én kitüntették a Katonai Érdemkereszttel. 1897. május 1-jén ezredessé léptették elő, októberben kinevezték a lembergi XI. hadtest vezérkari főnökévé. Ezt a tisztséget hat éven át töltötte be. 1898. február 21-étől a Karl Freiherr von Pflanzer-Baltin nevet viselte.
A lembergi hadtest vezérkari főnökeként elért eredményeiért 1901. április 9-én megkapta 3. osztályú Vaskorona-rendet, és 1901 novemberében a Románia Csillaga Érdemrend parancsnoki fokozatát. 1903 márciusában a XI. hadtest vezérkari főnöki beosztását átadta Friedrich Ritter Gerstenberger von Reichsegg und Gerstberg ezredesnek. Őt magát megbízták a 32. gyalogdandár parancsnokságával. 1903. május 1-jén vezérőrnaggyá léptették elő. Kiváló jellemzéseket kapott: nagyon megbízható, erős akaratú, szilárd jellemű.
1907 márciusában kinevezték a brünni 4. gyaloghadosztály (Infanteriedivision) parancsnokává, november 1-jén altábornaggyá léptették elő. Négy éven át fő feladatának tekintette a csapattisztek taktikai tudásának fejlesztését. Az idősebb, magas rangú tisztek bírálták azért, hogy az alacsonyabb rangú tiszteket is taktikai ismeretekre oktatja, de Pflanzer-Baltin határozottan keresztülvitte akaratát. Eredményeit 1909. március 9-én a Lipót-rend lovagkeresztjével ismerték el. 1911 októberében kinevezték a csapattiszti iskolák (Korpsoffiziersschulen) főfelügyelőjévé, ahol oktatási elképzeléseit szélesebb körben valósíthatta meg. A következő években számos kitüntetést kapott: 1910-ben a román Károly Király Jubileumi érdemrendet, a porosz első osztályú Korona-rendet, és 1912. október 29-én tiszteletbeli lovassági tábornoki előléptetést kapott „mit Titel und Karakter”. Minden reménye megvolt arra, hogy látványos események nélkül, sok éves szolgálatának letelte után hamarosan békésen nyugdíjba vonulhat. 1914 júniusában, 59 éves korában kérelmezte nyugállományba helyezését.

### Az első világháborúban

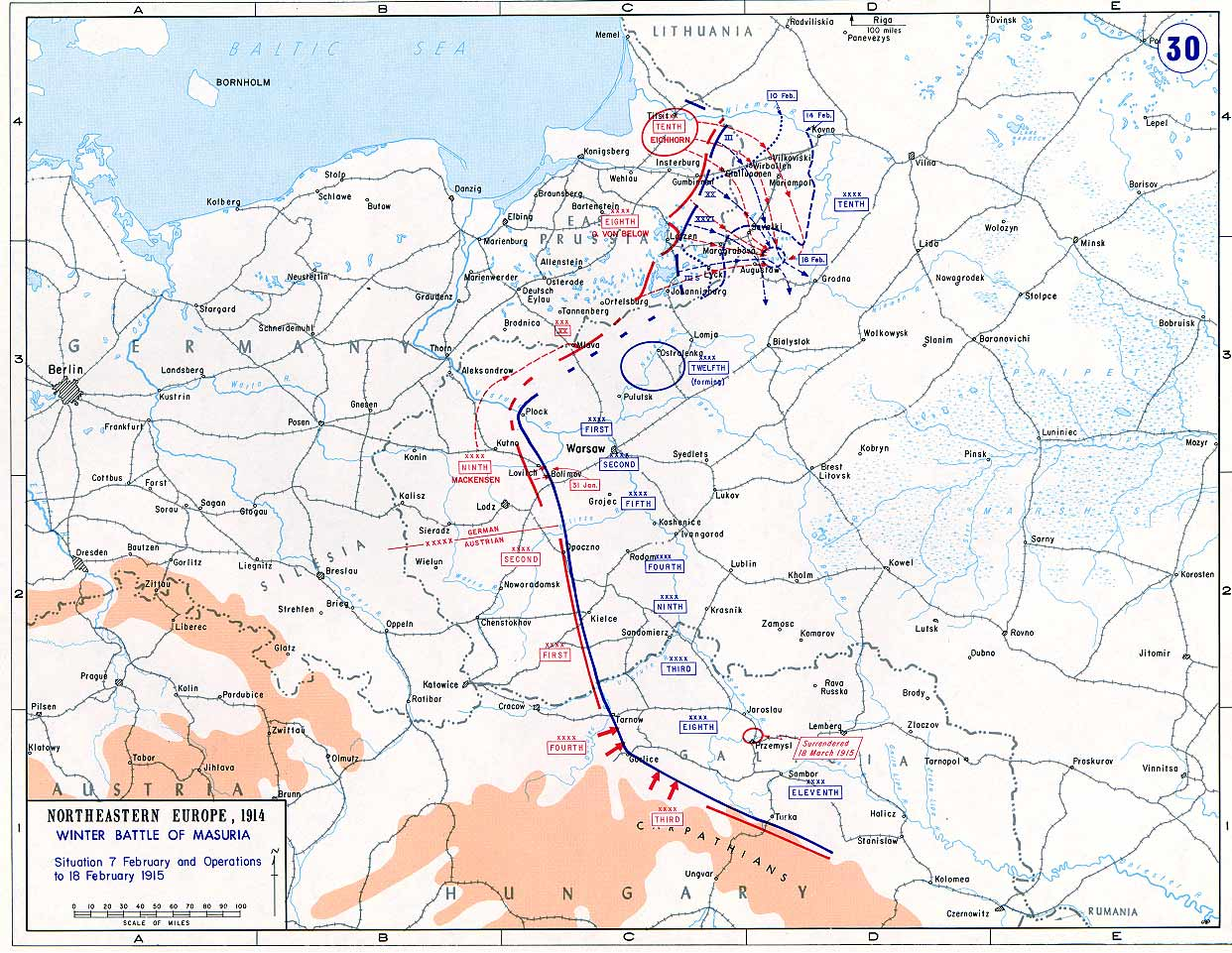
A keleti front, 1914 telén, 1915 tavaszán.

#### Galícia–Bukovina, 1914–15
Az első világháború kitörése miatt nyugdíjazását elhalasztották. 1914. november 1-jén tényleges lovassági tábornoki rangot kapott (1914. augusztus 31-ig visszaható hatállyal), és kinevezték egy megerősített hadtest (Armeekorps Pflanzer-Baltin) parancsnokává. Hadtestével a keleti frontra, Galíciába vezényelték, ahol a nyári kezdeti sikerek (Krásnik, Komarow) után az októberi orosz ellentámadás nyomán súlyos helyzet alakult ki. Az oroszok az Erdős-Kárpátok irányában támadtak. Borojević tábornok 3. hadseregét és Böhm-Ermolli tábornok 2. hadseregét vissza is nyomták a kárpáti hágókig, a Dunajec és a Visztula folyókig. Novemberre az oroszok elfoglalták Észak-Bukovinát és Galícia keleti felét. Súlyos Az osztrák–magyar haderő jobbszárnyának legszélére állított Armeekorps Pflanzer-Baltin már a bukovinai Donavátránál (Vatra Dornei) állt, az oroszok több helyen magyar területre is betörtek. November 2-án ismét ostrom alá fogták Przemyśl erődjét.
Az Armeekorps Pflanzer-Baltin az Erdély védelmére szánt magyar egységekkel és öreg népfelkelőkkel („hadtápzászlóaljakkal”) azonban sikeresen védelmezte az Erdős-Kárpátokat. A legkeményebben az 5. és 11. honvéd hadosztály és a budapesti 10. (közös) huszárhadosztály állt helyt. Az orosz előrenyomulást megállították . December közepén az oroszok Dnyeszter-hadcsoportja, amely 10 hadosztályból állt, főleg kaukázusi és kozák egységekből, a front keleti részén, a Szucsáva folyón át indított támadást. Kozák lovasság elfoglalta a dél-bukovinai Radóc (Radautz) városát, fenyegetve a magyar határon fekvő Uzsoki-hágót. Pflanzer-Baltin ellentámadást javasolt. Hadcsoportját kiegészítették a Lengyel Légióval, és a Hoffmann-hadtesttel. Ez az mintegy 10 dandárnyi erő a galíciai front nyugati feléből oldaltámadásba ment a Dnyeszter-hadcsoport ellen. A művelet sikeresen visszavetette a Galíciába benyomult oroszokat a háború előtti határokra. 1914 karácsonyán visszafoglalta a stratégiai fontosságú Uzsoki-hágót, ezzel a Lucsinai fennsíkig uralta a környéket, bár Bukovinából a kozákok teljesen kiszorították a kimerült osztrák–magyar egységeket. A hadművelet irányításáért Pflanzer-Baltin 1914. december 26-án megkapta az első osztályú Lipót-rendet, a hadiékítménnyel.

#### A kárpáti téli hadjárat
December végén a limanowai győzelem megmentette Krakkót az oroszoktól, de a przemyśli erőd helyzete válságosra fordult. Conrad vezérkari főnök elrendelte a téli támadó hadjáratot a Kárpátokon keresztül. Az 1915. januári offenzíva előtt Pflanzer-Baltin hadcsoportja – Tisza István miniszterelnök közbenjárására – erősítésül megkapta a zágrábi hadtestet, mert Tisza egy Erdély elleni erős orosz támadásra számított, erősíteni kívánta a Kárpátok védelmét, és a román beavatkozást Bukovina visszafoglalásával akarta megelőzni. Tervét Conrad vezérkari főnök is elfogadta. Február folyamán Pflanzer-Baltin sikeres támadást intézett az orosz Dnyeszter hadcsoport ellen, visszafoglalta Czernowitzot és egész Bukovinát. Elfoglalta a galíciai Kolomeát és Stanislaut is. A téli hadjárat súlyos vérveszteségekkel járt, de legfőbb célját, a przemyśli erőd felmentését nem sikerült elérni, a vár március 22-én elesett, a frissen odaérkező orosz 9. hadsereg ekkor ellentámadásba mentek át. Pflanzer-Baltin Április 4-én Ocnánál ügyes manőverrel még kivédte Bruszilov tábornok bekerítő támadását, kivérzett hadserege azonban meghátrálásra kényszerült, Stanislaut is feladta, de kárpáti állásait – egyedüli cs.és kir. hadseregparancsnokként – szilárdan megtartotta. Pflanzer-Baltin hadművelete maradt a súlyos kudarcba fulladt téli kárpáti hadjárat egyetlen sikeres mozzanata .
A hadműveletekben játszott parancsnoki ténykedéséért több elismerést és kitüntetést is kapott: 1915. április 1-jén a Lipót-rend nagykeresztjét a háborús ékítménnyel (az Ausztriában adható legmagasabb katonai kitüntetést), április 25-én titkos tanácsossá nevezték ki, május 31-én megkapta a Vöröskereszt Társaság Érdemcsillagát háborús ékítménnyel. A németek május 5-én kitüntették a porosz 2. osztályú Vaskorona-renddel és június 14-én az 1. osztályú Vaskereszttel. Később, 1918-ban a Kárpátokban kifejtett parancsnoki teljesítményéért megkapta a Katonai Mária Terézia-rend (MMThO) parancsnoki keresztjét is.

#### A dunajeci offenzíva, 1915. május

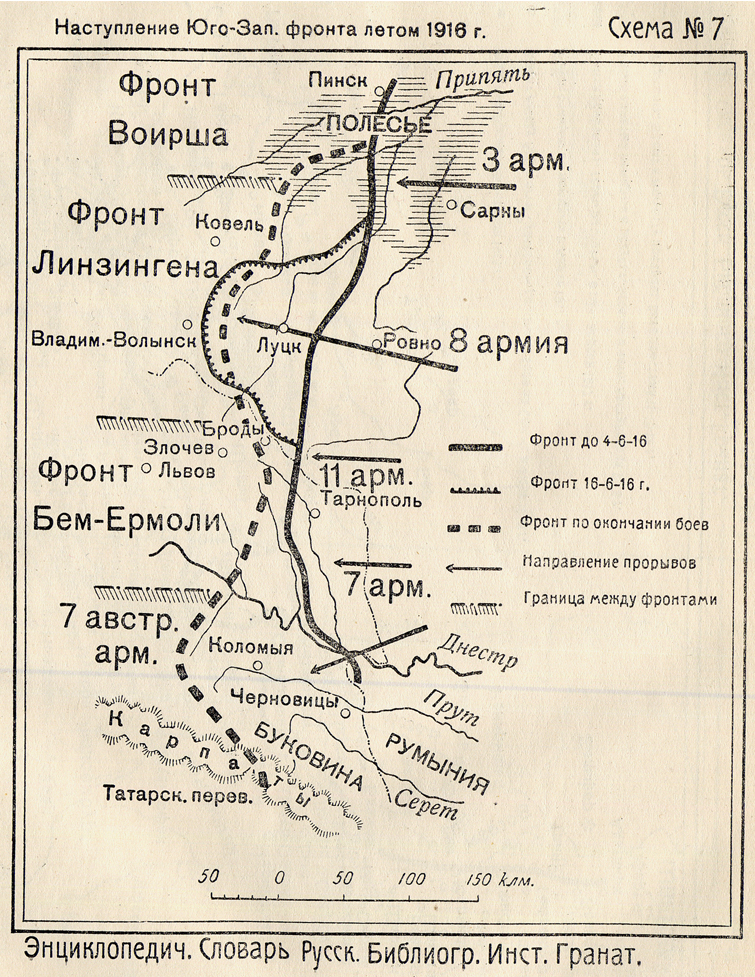
A Bruszilov-offenzíva (orosz térkép).

Mivel az orosz hadvezetés Pflanzer-Baltin téli támadásának megállítására keletre csoportosította Lecsickij tábornok (1856–1923) 9. hadseregét és Radko-Dmitrijev tábornok (1859–1918) 3. hadseregének egy részét, ezzel a dunajeci frontszakasz meggyengült. Mackensen vezérezredes 11. német hadserege, József Ferdinánd főherceg 4. osztrák–magyar hadserege és Borojević tábornok 3. hadseregével együttműködve május 1–3 között sikeresen offenzívát indított. 1915. május 8-án Pflanzer-Baltin megerősített hadtestét átminősítették cs. és kir. 7. hadsereggé. Parancsnoka továbbra is Pflanzer-Baltin tábornok maradt, vezérkari főnöke Theodor Ritter von Zeynek ezredes lett. A 7. hadsereg is részt vett a gorlice-tarnówi áttörésben, amellyel egész Nyugat-Galíciában sikeresen áttörték át az orosz haderő frontját . Június elején visszafoglalták Przemyśl erődjét, három hét múlva Lemberget is. Az oroszok az egész frontszakaszon harcolva vonultak vissza kelet felé. Pflanzer-Baltin Bukovina és Kelet-Galícia visszafoglalására indította az új 7. hadsereget. Katonái 1915 júliusában megtörték Lecsickij tábornok 9. hadseregének elkeseredett ellenállását, az orosz túlerőt legyűrve előrenyomultak a kárpáti hágókból a Dnyeszterig. Augusztus folyamán kemény harcokban visszafoglalták Stanislaut és Halicsot. A 7. hadsereg balszárnya szeptember végére elérte a Szeret folyót, de a német vonalak déli irányú áttörése miatt vissza kellett vonulniuk. Ezt Pflanzer-Baltin rendezetten és igen kis veszteség mellett hajtotta végre.
Az elfoglalt 160 km hosszú arcvonalalat 1915 októberében és novemberében Planzer-Baltin komoly árok- és kiserődrendszerrel erősítette meg. Pflanzer-Baltin sikeresen megtartott egy hatalmas kiszögellést a galíciai síkságon. Ahol a terep engedte, megerősített tüzérségi álláspontokat telepített. 1915 decemberétől 1916 januárjában és februárjában a futóárkok és redutok (sáncerődök) rendszere ellenállt a hagyományos „gőzhenger” stílusban vezetett orosz tömegtámadásoknak. 1915. december 20-án Pflanzer-Baltint kinevezték a 93. gyalogezred tulajdonosává (azaz tiszteletbeli parancsnokává). 1916. február 14-én megkapta az első osztályú Katonai Érdemkeresztet a háborús ékítménnyel. Május 8-án vezérezredessé léptették elő. A szövetséges Oszmán Birodalomtól megkapta az arany és ezüst Imtiaz Érdemérmet, és a Czenowitzi Egyetem díszdoktorává fogadta. A katonái között is igen népszerű, kemény öreg tábornok pályájának csúcspontjára ért.

#### A Bruszilov-offenzíva és következményei
1916. június 4-én megindult Bruszilov-offenzíva. Pflanzer-Baltin vezérezredest ekkor érték az első vereségek. Az orosz 9. hadsereg parancsnoka, Lecsickij tábornok – Bruszilov javaslatára – új harcmodort talált ki Pflanzer-Baltin megerősített állásrendszere ellen. Felhagyott az sáncrendszer és a redutok vonalai ellen vezetett tömeges támadásokkal, ehelyett annak gyenge pontjai ellen intézett koncentrált rohamokat. Ez a harcmodort, a gyenge pontok rohamegységekkel való áttörését, és az ezeken át való mélységi behatolást Bruszilov tábornok már sikerrel alkalmazta saját lucki frontszakaszán.
Az orosz 7. hadsereg nyitotta meg a támadást június 6-án Jastovicánál, majd Lecsickij tábornok 9. hadseregé június 10-én az észak-bukovinai Ocnánál több ponton áttörte az osztrák–magyar 7. hadsereg frontját. Az elfoglalt gyenge pontokon át az oroszok elfoglalták a közlekedőárkokat, elvágták az összeköttetést a parancsnokságok között, miközben kerülték a harcérintkezést a nagyobb erejű osztrák–magyar egységekkel. Az összes redut elesett, Pflanzer-Baltin csapatai rövid idő alatt nagy veszteségeket szenvedtek, a harc első napjaiban az oroszok 50 000 foglyot ejtettek, a következő hetekben további 200 000 katona esett el, vagy került orosz fogságba. Pflanzer-Baltinnak el kellett rendelnie a visszavonulást. Az oroszok a vasútvonalak mentén benyomultak Bukovinába. Július végére Lecsickij 40 kilométernyi területsávot foglalt vissza, ez volt a világháború legnagyobb orosz területnyerése. Az orosz hadsereg ismét bevette Czernowitzot, Kelet-Bukovinát és a fontos kárpáti hágókhoz vezető utakat is. Az osztrák–magyar haderő masszív német támogatásra szorult, és a következő hetek során véres csaták sorozatát kellett megvívniuk ahhoz, hogy a keleti frontot súlyos veszteségek árán 1916 augusztus végére ismét stabilizálni tudják. Közben bekövetkezett az Erdély elleni román támadás, amellyel Mackensen 9. német hadserege és Arz tábornok új osztrák–magyar 1. hadserege szállt szembe.
A Bruszilov-offenzíva nyomán elveszített területek visszafoglalására indított támadó hadműveletek idején a német hadvezetés azzal vádolta meg Pflanzer-Baltin vezérezredest, hogy a keze alatt harcoló német csapattestek nagyobb veszteségeket szenvednek, mint az osztrák–magyarok. Ez durva veszekedéseket robbantott ki a két hadvezetés között. 1916 augusztusban Pflanzer-Baltin vezérezredes 7. hadseregét a Károly Hadseregcsoport (Armeegruppe Erzherzog Karl) alá rendelték, amelynek parancsnokságát névlegesen Károly főhercegre, a trónörökösre ruházták. A presztízsharc elsimítása érdekében Frigyes főherceg, a cs.és kir. haderő főparancsnoka feláldozta népszerű tábornokát, és levélben szólította fel őt lemondásra.
1916. szeptember 8-án Pflanzer-Baltin „önként” kérte nyugállományba helyezését. Indoklásként egészségügyi okokat jelölt meg. A 7. hadsereg parancsnokságát Kirchbach lovassági tábornoknak adta át. (Kirchbachtól 1916. október 15-én Kövess Hermann vezérezredes vette át a 7. hadsereg parancsnokságát, Károly főherceg kifejezett kívánságára). Pflanzer-Baltint november 19-én nyugállományba helyezték, ebből az alkalomból megkapta a császár különleges elismerését, ami feljogosította a Nagy Arany Katonai Érdemérem (Nagy Signum Laudis) viselésére, a háborús szolgálati szalaggal. (Amikor később ehhez a kitüntetéshez bevezették a kardokat is, Pflanzer-Baltin vezérezredes visszamenőleg megkapta ezeket a Signum Laudishoz és valamennyi korábbi kitüntetései mellé is).

#### Az albániai fronton
Néhány hónappal Ferenc József halála után, 1917 márciusában azonban az új uralkodó, Károly császár és király ismét reaktiváltatta a katonák által tisztelt és népszerű vezérezredest. A gyalogos csapatok főfelügyelőjévé (Infanterieinspektor) nevezték ki, e minőségében erőfeszítéseket tett, hogy javítsa a gyalogos csapatok utánpótlására behívott legénység kiképzésének színvonalát. 1917 őszén kitüntették az oszmán Vas Félhold Hadi Érdeméremmel.
1918. július 13-án kinevezték Albánia katonai kormányzójává és a déli fronton harcoló valamennyi osztrák–magyar haderő parancsnokává. Ez gyakorlatilag a megerősített XIX. hadtestet jelentette. Pflanzer-Baltin ennek parancsnokságát vette át Ludwig von Können-Horák gyalogsági tábornoktól. A népszerű és tehetséges parancsnok megérkezése Corizzába már egymagában fel tudta javítani a balkáni fronton az olaszok és franciák ellen harcoló katonák harci morálját, amit a rossz ellátás és a betegségek legyengítettek. Pflanzer-Baltin erőt és lelkesedést öntött beléjük. A XIX. hadtestet átkeresztelte Albániai Seregcsoportnak (Heeresgruppe Albanien).
1918 júliusában olasz és francia csapatok Görögország felől indítottak támadást. A tábornok kiválóan irányította csapatait, sikerült megállítania az offenzívát. Szokása szerint nyomban ellentámadást indított (július 24.), amivel egészen augusztusig déli és keleti irányú visszavonulásra tudta kényszerítette az erőfölényben lévő ellenséget. 1918 augusztusának végére az osztrák–magyar csapatok, akiknek soraiban sok muzulmán (bosnyák) katona is harcolt, az osztrák légierő gépeinek támogatásával visszafoglalták a dél-albániai Fieri, Berat és Narta városokat is. A franciák elterelő támadása ellenére Pflanzer-Baltin nem osztotta meg erőit, és szétverte az olasz támadó főerőt. Több száz olasz foglyot ejtettek, jelentős készleteket zsákmányoltak. Ez volt a Monarchia utolsó győztes hadművelete.
A megszerzett terület megtartása azonban meghaladta az osztrák–magyar csapatok erejét. A katonák állandó harcban álltak a helyi montenegrói és makedón gerillacsoportokkal. Folyamatosan tizedelte őket a malária, ami júliusban 2600, egy hónappal később már 18 000 főnyi veszteséget okozott a csapatoknál. Az előrenyomulást le kellett állítani. 1918. augusztus 25-én Pflanzer-Baltin vezérezredes megkapta a legmagasabb magyar katonai kitüntetést, a Szent István-rend nagykeresztjét.
A győztes hadművelet után Planzer-Baltin azt tervezte, seregeivel beássa magát a dél-albániai hegyekben. 1918. szeptember 29-én azonban, alig egy hónap múlva, a kimerült Bulgária megadta magát, ennek nyomán a központi hatalmak balkáni frontja  összeomlott, Albániát fel kellett adni. Pflanzer-Baltin vezérezredes 1918. október 2-án még megkapta a Katonai Mária Terézia-rend (MMTHO) parancsnoki keresztjét, amit a Kárpátok 1914-es védelméért, és az 1914–15-ös bukovinai és kelet-galíciai harcokban végzett kiemelkedő parancsnoki ténykedéséért ítéltek oda.
A következő két hónapban Pflanzer-Baltin az utóvédharcokat irányította Albániában. A Valonából kiinduló olaszok csak nagy nehézségek árán tudtak előrehaladni, és csak októberben tudták elfoglalni Beratot. Az Albánia Seregcsoport az ország belsejébe vonult vissza, és egészen november közepéig elveszítette a kapcsolatot a külvilággal. Pflanzer-Baltin harcálláspontjára csak jelentős késéssel jutott el a hír a Monarchia összeomlásáról, az osztrák és a német fegyverszünetek megkötéséről.
November 13-án Pflanzer-Baltin a Monarchia fekete-sárga zászlói alatt fogadta osztrák és magyar csapatainak tisztelgését, amikor maga a dualista állam már megszűnt létezni, Ausztriában és Magyarországon is már köztársasági kormányok működtek. Az öreg tábornok ezután még rendezetten visszavezette csapatait, köztük a bosnyák Keleti Hadtestet a Cattarónál húzódó eredeti államhatárra. Itt kapták az utolsó parancsot: visszavonulni a Száva folyó felé. A Monarchia tábornokai közül Pflanzer-Baltin lett az utolsó, aki megadta magát. A császári és királyi balkáni haderő feloszlott, a soknemzetiségű csapattesteket nemzetiségi egységekre osztották, ezek hazaindultak.

### A világháború után
A háború végén, 1918. december 1-jével nyugállományba helyezték. Bécsben élt haláláig. Robert Musil osztrák író, aki találkozott vele a mödlingi „Helmstreitmühle” üdülőben, naplójában „a legbőszebb vérbeli tábornokok” egyikeként írta le az idős katonát. Pflanzer-Baltin vezérezredes 1925. április 8-án hunyt el Bécsben. A hietzingi temetőben temették el, teljes katonai tiszteletadás mellett. Búcsúztatásán több ezer volt katonája és tiszttársa jelent meg.